# TMEM74B
TMEM74B (англ. Transmembrane protein 74B) – білок, який кодується однойменним геном, розташованим у людей на короткому плечі 20-ї хромосоми. Довжина поліпептидного ланцюга білка становить 256 амінокислот, а молекулярна маса — 27 551.
| 10         |  | 20         |  | 30         |  | 40         |  | 50         |
| ---------- |  | ---------- |  | ---------- |  | ---------- |  | ---------- |
| MPPAQGYEFA |  | AAKGPRDELG |  | PSFPMASPPG |  | LELKTLSNGP |  | QAPRRSAPLG |
| PVAPTREGVE |  | NACFSSEEHE |  | THFQNPGNTR |  | LGSSPSPPGG |  | VSSLPRSQRD |
| DLSLHSEEGP |  | ALEPVSRPVD |  | YGFVSALVFL |  | VSGILLVVTA |  | YAIPREARVN |
| PDTVTAREME |  | RLEMYYARLG |  | SHLDRCIIAG |  | LGLLTVGGML |  | LSVLLMVSLC |
| KGELYRRRTF |  | VPGKGSRKTY |  | GSINLRMRQL |  | NGDGGQALVE |  | NEVVQVSETS |
| HTLQRS     |  |            |  |            |  |            |  |            |

A: Аланін

C: Цистеїн

D: Аспарагінова кислота

E: Глутамінова кислота

F: Фенілаланін

G: Гліцин

H: Гістидин

I: Ізолейцин

K: Лізин

L: Лейцин

M: Метіонін

N: Аспарагін

P: Пролін

Q: Глутамін

R: Аргінін

S: Серин

T: Треонін

V: Валін

Локалізований у мембрані.